# 칼리포르니아역
칼리포르니아역(이탈리아어: California)은 밀라노 지하철 4호선의 역이다.
이탈리아 밀라노 1구의 빈첸초 포파길 (via Vincenzo Foppa)의 중간지점에 위치해 있다. 칼리포르니아길 (Via California)과의 교차로에서 멀지 않아 거기서 역명을 따왔다.

## 역사
2015년 2월 1일 역 부지가 시공을 맡은 컨소시엄에 넘어갔으며, 2015년 8월 27일 지상 도로를 차단하면서 본격적인 공사가 시작되었다.
개통 이전까지 사용되던 역명은 포파 (Foppa)였으나 2021년부터 '칼리포르니아' (California)로 변경되었다.
2024년 10월 12일 4호선 전구간 개통과 함께 개업하였다.

## 내부 시설
역내에는 다음과 같은 시설이 있다.
- 장애인 전용시설
- 엘리베이터
- 에스컬레이터
- 매표기
- CCTV
- 화장실